# 네고토
네고토(ねごと, 해석하면 잠꼬대 라는 뜻)는 일본 지바현에서 결성된 4인조 여성 밴드이다. 소속 레코드 회사는 큔 레코드이다.
2010년 미니 음반 《"Hello! "Z"》로 메이저 데뷔했으며 밴드 이름은 '외우기 쉽게 세 글자로, 꿈 속에서는 무엇을 노래해도 좋으니까, 장르에 구애받지 않는 4명의 음악을 만들자'라는 이유로 붙여졌다.
2018년 12월 28일, 2019년 7월 20일에 그룹 해산을 발표되었다.

## 음반 목록

### 싱글
- 2011년 〈카론〉 (カロン)
- 2011년 〈메르시루 e.p.〉 (メルシールーe.p.)
- 2012년 〈Sharp #〉

### 음반
- 2010년 《"Hello! "Z"》 (미니 음반)
- 2011년 《ex Negoto》